# Лощилов, Игорь Евгеньевич
И́горь Евге́ньевич Лощи́лов (р. 13 января 1965, Новосибирск) — российский литературовед. Исследователь русского авангарда.

## Биография
Игорь Лощилов родился 13 января 1965 года в Новосибирске.
В 1987 году окончил факультет русского языка и литературы Новосибирского государственного педагогического института.
В 1991—1995 годах учился в аспирантуре при Институте филологии Объединённого института истории, филологии и философии (ОИИФФ СО РАН) по специальности «10.01.01 — Русская литература». В 1996—1997 годах работал над диссертацией на соискание учёной степени Ph. D. по грантам CIMO (The Centre for International Mobility, Финляндия) и университета города Хельсинки. В 1997 году по итогам защиты диссертации на гуманитарном факультете Университета города Йоэнсуу (Финляндия) Игорю Лощилову присвоена учёная степень Doctor of Philosophy in Russian с оценкой magna cum laude approbatur (нострифицирована ВАК РФ как степень кандидата филологических наук).
С 1988 по 2022 год работал в Новосибирском государственном педагогическом университете (НГПУ, ранее Новосибирский государственный педагогический институт). В настоящее время — ведущий научный сотрудник Сектора литературоведения Института филологии СО РАН.
Участник научных конференций и коллоквиумов в Москве, Санкт-Петербурге, Новосибирске, Астрахани, Кемерово, Смоленске, Саратове, Томске, Иркутске, Барнауле, Великом Новгороде; Тампере, Турку, Хельсинки и Йоэнсуу (Финляндия), Бока-Ратоне, Нью-Йорке и Стэнфорде (США), Белграде (Сербия), Париже, Лионе (Франция), Гронингене (Нидерланды), Риме (Италия), Женеве (Швейцария).

### Семья и родственные связи
- Отец — изобретатель и рационализатор Константин Степанович Гурков (1925—2006).
- Двоюродный дядя — Юрий Васильевич Сальников (1918—2001), советский и российский писатель. Был гражданским мужем Елизаветы Стюарт.

## Научная деятельность
Сфера научных интересов: русский авангард, сибирская литература (XX век), Николай Заболоцкий, Велимир Хлебников, Антон Сорокин, Пётр Потёмкин, Владимир Державин, Александр Беленсон, Леонид Добычин, Виктор Соснора.

## Награды и премии
- Международная отметина имени отца русского футуризма Давида Бурлюка[4]